# Peppel-orvlinder
De peppel-orvlinder (Tethea ocularis) is een nachtvlinder die behoort tot de Drepanidae, de eenstaartjes. De vlinder heeft een voorvleugellengte van 16 tot 20 millimeter. De soort overwintert als pop tussen het blad waarmee het op de grond valt.
De imago kan verward worden met de orvlinder (Tethea or) maar bij die vlinder zijn de "80"- of "OR"-vormige vlekken minder duidelijk, en heeft de vleugel tussen die vlekken en de vleugelbasis meer golflijnen die ook sterker gegolfd zijn.

## Waardplant
De waardplant van de peppel-orvlinder is ratelpopulier en in mindere mate andere populiersoorten.

## Voorkomen in Nederland en België
De peppel-orvlinder is in Nederland en België een gewone soort, die verspreid over het hele gebied voorkomt.De vliegtijd is van begin mei tot half augustus in één generatie.